# Daltoniaceae
Daltoniaceae là một họ rêu trong bộ Hookeriales.